# Valpaços (freguesia)
Valpaços is een plaats (freguesia) in de Portugese gemeente Valpaços en telt 4421 inwoners (2001).